# Поисковый запрос
Поисковый запрос — последовательность символов, которую пользователь вводит в поисковую строку, чтобы найти интересующую его информацию.
Формат поискового запроса зависит как от устройства поисковой системы, так и от типа информации для поиска. Чаще всего, поисковый запрос задаётся в виде набора слов или фразы, иногда — используя расширенные возможности языка запросов поисковой системы.
Бывают и совсем иные виды запросов, так, при поиске изображений по содержанию, запросом может являться изображение, а результатом поиска — страницы в интернете, на которых это изображение встречается (Reverse image search).

## Виды запросов
Виды поисковых запросов по целевой составляющей:
- Информационные запросы — когда пользователь хочет найти информацию (например, «Колорадо» или «грузовые автомобили»).
- Навигационные запросы — когда пользователь хочет найти определённый сайт или компанию (например, на ВКонтакте или Аэрофлот).
- Транзакционные запросы — когда пользователь хочет совершить определённое действие (например, «купить автомобиль» или «аренда квартиры»).

По частоте употребления запросы делят на:
- высокочастотные запросы (ВЧ).
- среднечастотные запросы (СЧ).
- низкочастотные запросы (НЧ).

По конкурентности запросы делят на:
- высококонкурентные запросы.
- среднеконкурентные запросы.
- низкоконкурентные запросы.

Также запросы можно классифицировать по геозависимости: геозависимые и геонезависимые (например, «магазины косметики» или «как выбрать косметику»); и по наличию брендовых слов: брендовые и небрендовые запросы (например, «купить телефон Самсунг» или «купить телефон»).
Основные типы поисковых запросов были выделены ещё в 2002 году инженером компании IBM Андреем Бродером. В своей известной работе о поисковых системах «A taxonomy of web search» он выделил признаки поисковых запросов, по которым все поисковые запросы могут быть объединены в три основные группы. Это навигационные, информационные и транзакционные запросы.
Группа навигационных запросов представляет собой запросы, основной цель которых является поиск определённого web-сайта. Примером такого запроса может служить запрос «Фейсбук». Очень многие пользователи этой популярной социальной сети не знают, как правильно пишется название её доменного имени. Поэтому, для того чтобы попасть на страницу своего аккаунта в Facebook, пользователи вбивают слово «Фейсбук» в одной из поисковых систем и благополучно попадают на страницу своего аккаунта.
Информационные запросы вбиваются пользователями, желающими получить какую-либо информацию на любом из существующих сайтов. Для пользователя не важно, на каком сайте он найдет необходимую ему информацию, лишь бы она соответствовала его требованиям. Такие запросы представляют собой основную массу запросов интернет пользователей.
Транзакционные запросы. Такие запросы используют пользователи поисковых систем, когда им необходимо совершить какое-либо целевое действие на странице интересующего их сайта, например, скачать музыку, совершить покупку или посмотреть фильм.
Однако современное развитие интернета породило целый ряд дополнительных запросов, которые очень трудно классифицировать и отнести к тому или иному виду. Такие запросы принято называть «общими». По ним крайне сложно определить, что пользователь имеет ввиду, вбивая такой запрос в поисковой сервис. Примером такого запроса может служить запрос в виде одного слова «холодильник». Только по одному этому слову практически невозможно понять чего хочет пользователь: то ли он хочет купить холодильник, то ли посмотреть его устройство.